# Tsjûkepolle

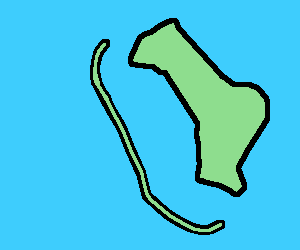
Grafische weergave van de vorm van het eiland

De Tsjûkepolle (Fries: Tsjûkepôle) is een van de eilanden in het Tjeukemeer (Fries: Tsjûkemar). Het is in 1997 aangelegd samen met de Marchjepolle. Het is het meest noordelijk gelegen eiland.
Men kan er aan de oever afmeren in de kom van het eiland of aan een van de steigers die aan de noord- en de oostzijde liggen. De aanlegplaatsen horen bij de Marrekrite en aanleggen is er dus toegestaan voor maximaal drie nachten.